# Clio Goldbrenner
 (juin 2022).
Clio Goldbrenner est une marque belge. 
Fondée en 2011 par sa créatrice portant le même nom, Clio Goldbrenner propose des articles de maroquinerie destinés aux femmes.

## Historique
Clio Goldbrenner a commencé à créer des sacs et accessoires en cuir dans son studio à Bruxelles. La cotte de mailles, qui définit les collections depuis le début, est l'emblème de la marque, et un clin d'oeil à son nom de famille Goldbrenner, qui signifie orfèvre. 
La marque s'est faite connaitre dans le monde de la mode, grâce à des célébrités comme Sharon Stone, ainsi qu'à des collaborations avec des marques de bijoux (Thea Jewellery), de café (Nespresso) ou encore de produits de beauté (Kiehl's). 
En 2013, la marque ouvre son premier corner aux Galeries Lafayette. En 2016, la marque ouvre son flagship store à Anvers. La même année, elle ouvre son corner dans la chaine néerlandaise De Bijenkorf et lance sa première collection de sneakers. 
Depuis 2020, la marque possède chaque été un pop-up store sur la côte belge.
En 2021, la marque lance son service de revente en ligne, Clio Goldbrenner Resell, permettant à sa communauté de clients de revendre facilement leurs produits Clio Goldbrenner via son e-shop.

## Collaborations
En 2014, Clio Goldbrenner lance sa première collaboration qui se fera avec la marque de produits de beauté Kiehl's. Ensemble, elles créent un vanity case. 
En 2017, Clio Goldbrenner est invitée par Nespresso à créer un accessoire en accord avec la nouvelle machine à café l'Essenza Mini. Clio Goldbrenner développe un porte-travel mug alliant les univers des deux marques.
Durant cette même année, Clio Goldbrenner s'associe à Thea Jewellery, marque de bijoux créée par Emilie Duchêne pour créer une capsule « Mommy and me » : des baskets pour femmes et enfants.
En 2020, Clio Goldbrenner effectue une collaboration avec l'artiste céramiste Alex Gabriels, dans l'idée de donner une seconde vie à ce qui existe déjà : un bougeoir conçu en réutilisant des chutes de cuir et de l'argile recyclée.
En 2021, Clio Goldbrenner s'associe avec la marque de sport Osaka et lance une collection capsule d'accessoires de sport comme une raquette de padel, un stick de hockey ainsi que des housses et des sacs. La même année, elle collabore avec la maison belge Delbôve à l'occasion de la fête des mères.